# Emil Matton
Emil Andreas Matton, född 18 februari 1866 i Gävle, död där 18 april 1957, var en svensk företagare.
Emil Matton var son till läderfabrikören Lars Andreas Matton och bror till Ida Matton. Efter skolgång vid Gävle högre allmänna läroverk anställdes han 1883 i faderns sedan 1852 bedrivna garverirörelse, firma L. A. Matton i Gävle. Han studerade läderindustrier i Frankrike 1889 och i Storbritannien 1892, blev chef för firma L. A. Matton 1897 och övertog den 1900 tillsammans med brodern Waldemar. Från 1908 var han ensam innehavare av företaget. Från dess ombildande till aktiebolag 1930 var han dess Vd och även direktör för AB L. A. Mattons hudaffär och Forsby elektriska AB samt styrelseledamot i ett flertal bolag. Han var ordförande i styrelsen för Läderföreningen 1911–1919 och Svenska garveriidkareföreningen 1914–1932 samt var ordförande i styrelsen för Fabriksföreningen i Gävle från 1907. Han var ledamot av styrelsen för Sveriges Industriförbund 1911–1938 och ledamot av handelskammaren i Gävle 1907–1945. Åren 1907–1930 var han ledamot av stadsfullmäktige i Gävle, och 1909–1917 fransk vicekonsul där. Matton är begravd på Gamla kyrkogården i Gävle.